# Santanderi repülőtér
Santander repülőtér (IATA: SDR, ICAO: LEXJ) egy nemzetközi repülőtér Camargo közelében. A légikikötő 1953-ban nyílt meg. Éves utasforgalma 1 102 439 fő (2022). Üzemeltetője az AENA.

## Forgalom
Az utasforgalom az elmúlt években az alábbi módon változott:
| Utasok száma | 253 756 | 644 662 | 761 780 | 958 157 | 1 116 398 | 815 636 | 778 318 | 1 103 353 | 335 280 | 1 102 439 |
|              | 2003    | 2005    | 2007    | 2009    | 2011      | 2014    | 2016    | 2018      | 2020    | 2022      |

## Kifutópályák
A repülőtér futópályái:
- 11/29 (2320 m, 45 m, aszfalt)

## Légitársaságok és úticélok
2025-ben a Santanderi repülőtérről az alábbi járatok indulnak (Utoljára frissítve: 2025-08-16):
| Légitársaság    | Célállomások |
| --------------- | --- |
| Binter Canarias | Gran Canaria, Tenerife–North |
| Iberia          | Madrid Szezonális: Granada, Jerez de la Frontera, Palma de Mallorca, Vigo                                                                                                 |
| Ryanair         | Charleroi, Dublin, Edinburgh, London–Stansted, Málaga, Marrakech, Valencia, Szezonális: Beauvais, Bergamo, Birmingham, Bologna, Manchester, Róma–Fiumicino, Treviso, Bécs |
| Volotea         | Seville Szezonális: Menorca |
| Vueling         | Alicante (kezdődik 2025 október 28-tól), Barcelona Szezonális: Ibiza, Palma de Mallorca                                                                                   |
| Wizz Air        | Szezonális: Bukarest–Otopeni (újrakezdődik 2025 október 28-tól) |